# ونسا گیمبرت
ونسا گیمبرت (انگلیسی: Vanesa Gimbert؛ زادهٔ ۱۹ آوریل ۱۹۸۰) بازیکن فوتبال اهل اسپانیا است.

وی همچنین در تیم‌های ملی فوتبال زنان اسپانیا و Basque Country women's national football team بازی کرده‌است.